# Lilith (Marvel Comics)
Lilith es el nombre de dos personajes de ficción que aparecen en los cómics estadounidenses publicados por Marvel Comics.
Mia Goth interpretará a la hija de Drácula en Blade.

## Historial de publicaciones
La primera personaje llamada Lilith fue hija de Drácula. Al igual que su padre, ella también es un vampiro, aunque sus poderes y debilidades difieren de la mayoría de los otros vampiros. Apareció por primera vez en Giant-Size Chillers presentando The Curse of Dracula # 1 (junio de 1974). Lilith, la hija de Drácula, apareció por primera vez en Giant-Size Chillers featuring The Curse of Dracula #1 (junio de 1974), y fue creada por Marv Wolfman y Gene Colan. La mayoría de sus apariciones en solitario fueron escritas por Steve Gerber, quien más tarde usaría una personaje secundaria que creó para estas historias, Martin Gold, en The Legion of Night. La personaje apareció posteriormente en Vampire Tales # 6 (agosto de 1974), The Tomb of Dracula vol. 1 # 23 (agosto de 1974), The Tomb of Dracula vol. 1 # 25 (octubre de 1974), n. ° 28 (enero de 1975), ¡Drácula vive! # 10-11 (enero-marzo de 1975), Marvel Preview # 12 (septiembre de 1977), The Tomb of Dracula vol. 1 # 60 (septiembre de 1977), Marvel Preview # 16 (junio de 1978), The Tomb of Dracula vol. 1 # 66-67 (septiembre-noviembre de 1978), The Tomb of Dracula vol. 2 # 3 (febrero de 1980) y # 5 y 6 (junio y agosto de 1980), Uncanny X-Men Annual # 6 (1982), y su aparente "muerte" ocurrieron en Dr. Strange vol. 2 # 62 (diciembre de 1983). Hizo una aparición póstuma en Doctor Strange, Sorcerer Supreme # 9 (noviembre de 1989). Lilith volvió años más tarde en Ghost Rider vol. 3 # 82-85 (febrero-mayo de 1997), Spider-Man Unlimited vol. 2 # 20 (mayo de 1998), Drácula: Lord of the Undead # 1-3 (diciembre de 1998), Witches # 2 (agosto de 2004), Comandos Aulladores de Nick Fury # 2 a 6 (enero-mayo de 2006) y Legion of Monsters: Morbius # 1 (septiembre de 2007). Lilith recibió una entrada en el Manual Oficial de Marvel Universe Deluxe Edition # 18, y en el Manual Oficial del Marvel Universe: Horror 2005.
La segunda es una hechicera demoníaca conocida como la "Madre de todos los demonios". Ella apareció por primera vez en Ghost Rider vol. 2, número 28 (agosto de 1992).

## Biografía ficticia

### La hija de Drácula
Lilith Drácula es la hija mayor de Drácula, y es hija única de su primera esposa, Zofia, a quien su padre obligó a Drácula. Después de la muerte del padre de Drácula, él renunció a Zofia y la obligó a ella y a su hija pequeña a abandonar el Castillo de Drácula para poder casarse con su segunda esposa, María, la mujer que realmente amaba. Lilith fue criada por gitanos a quienes le había sido confiada después del suicidio de su madre. La madre adoptiva de Lilith era la gitana Gretchin. Cuando Lilith era una niña, Drácula, ahora un vampiro, atacó y asesinó a Arni, enfureciéndola para que buscara venganza. Lanzó un hechizo sobre Lilith para convertirla en vampiro, pero con poderes bastante diferentes: a diferencia de los vampiros convencionales de Marvel Comics, ella no temía los símbolos sagrados, y no fue lastimada por estar afuera a la luz del día. Como parte de la maldición, perseguiría a Drácula, siempre se opondría a él, hasta que finalmente Drácula fue irrevocablemente destruido. Cada vez que la "mataban", reaparecía tomando el cuerpo de una mujer inocente que odiaba a su padre y deseaba su muerte; esto incluía la capacidad de cambiar formas y ropa entre la propia forma de Lilith y la de su "anfitriona".
Lilith normalmente aparecía, cuando estaba en su propia forma, como una mujer alta y hermosa, con largo cabello negro y un parecido familiar con Drácula, vestida con un traje ceñido con un adorno de murciélago en el pelo. Como vampiro, podía cambiar las formas en lobo, murciélago o niebla, y tenía un control limitado sobre el clima, así como la capacidad de comandar lobos, murciélagos y ratas. Aunque puede beber sangre, no depende de ella para su sustento.
En la era moderna, el espíritu de Lilith poseía a una mujer llamada Angel O'Hara, que había llegado a odiar a su padre cuando accidentalmente mató a su esposo, Ted Hannigan, después de descubrir que ella se había casado con él en secreto y que estaba cargando a su hijo. Lilith mató al padre de Angel, pero le permitió vivir su vida cuando Lilith no estaba usando su cuerpo compartido. Angel fue separada físicamente de Lilith por Viktor Benzel, un descendiente lejano de Gretchin; Viktor creó cuerpos separados para Angel y Lilith.
En un momento, Lilith y Drácula acordaron evitarse mutuamente, pero el acuerdo se rompió. Cuando Drácula fue despojado de sus poderes vampíricos hacia el final de la historia de 70 La tumba de Drácula, le pidió a Lilith que lo mordiera y lo devolviera al vampirismo, solo para que lo rechazaran. En un número de la revista La tumba de Drácula que pronto siguió, Lilith y Drácula lucharon una vez más, y Drácula le reveló a Lilith que la maldición que la convirtió en su eterna némesis también le impidió poder matarlo. Lilith fue destruida junto con su padre y el resto de los vampiros de la Tierra cuando el Doctor Strange usó la fórmula Montesi del Darkhold para eliminar el vampirismo y todos los vampiros del mundo. La fórmula de Montesi finalmente se debilitó, y tanto Lilith como su padre volvieron a la vida. Posteriormente, Lilith apareció como antagonista de Drácula en la serie limitada Dracula: El señor de los muertos vivientes, en 1998, y como agente de Comandos Aulladores de Nick Fury en 2005.

#### Recepción
Lilith, la hija de Drácula, ocupó el puesto número 24 en una lista de los personajes monstruos de Marvel Comics en 2015.

### Madre de todos los demonios
El demonio Lilith es una antigua diosa demonio y hechicera. Ella da a luz a demonios llamados Lilin, que tienen vidas propias, pero siempre son obedientes a su madre.
Lilith es una inmortal que había vivido en la ciudad de Atlantis precataclísmica, uno de sus pocos sobrevivientes. A lo largo de los siglos, dio a luz a muchos de sus hijos (los Lilin), incluidos Creed, Pilgrim, Fang, Doc, Meatmarket, Skinner y Nakota. Atrapada en el leviatán Tiamat por hechiceros atlantes, usó su gran magia para influir en asuntos externos. Mientras estuvo encarcelada, se encontró con el espíritu de Dan Ketch, y luego apareció en una visión para Blackout.
Lilith finalmente fue liberada de su antiguo encarcelamiento por dos desconocidos exploradores científicos. Al descubrir que sus hijos Lilin habían sido esparcidos por las dimensiones hace siglos y que muchos de ellos fueron destruidos por Ghost Rider y Johnny Blaze, pronto se convirtió en enemigos de ellos. Ella reclutó a Lilin y Blackout, y envió a Blackout, Creed y Pilgrim a secuestrar al hijo de John Blaze, Craig Blaze. Ella envió a Lilin Fang para atacar a Morbius. Fue testigo de la batalla de Ghost Rider y John Blaze con Steel Vengeance. Junto a Lilin, ella secuestró a Doris Ketch, Jack D'Auria, y Arthur y Stacy Dolan. Ella transforma los Darkholders ninjas y los envió a matar a Victoria Montesi. Junto a Lilin, ella luchó contra Ghost Rider, John Blaze y los Darkhold Redeemers. Luego envió a Lilin Skinner para atacar a Ghost Rider y John Blaze. Luego contrató a los Nightstalkers para matar a Ghost Rider y John Blaze. Junto a Lilin, ella nuevamente luchó contra Ghost Rider, John Blaze, Morbius, los Nightstalkers y los Darkhold Redeemers.
Después de muchos intentos de matar a los dos, su lista de enemigos creció para incluir al Doctor Extraño, Morbius el Vampiro Viviente, las Brujas, los Nightstalkers y los Hijos de la Medianoche. En su primer intento, ella y la mayoría de sus hijos fueron asesinados. Muchos meses después, sus hijos renacieron con la ayuda de Meatmarket, una niña que Lilith no esperaba que la ayudara. Esta vez están aliados con Centurious, el hombre sin alma. u objetivo era reclamar el artefacto místico llamado Medallón de Poder y matar a sus herederos, John Blaze, Daniel Ketch y Vengeance. Lilith y su descendencia traicionaron a Centurious y se aliaron con su enemigo más odiado, Zarathos. Sin embargo, los Hijos de la Medianoche desterraron a Lilith y su descendencia a la sombra. Zarathos más tarde se convirtió en piedra y murió. Lilith regresó al pedregoso Zarathos diciendo que ella abandonó a su viejo hijo y lo reemplazó con su descendencia, prometiendo venganza por los dos. 
Lilith fue uno de los muchos seres demoníacos encarcelados en Avalon al comienzo de la Invasión Secreta, pero luego fue liberado por Pete Wisdom durante el Capitán Bretaña y la batalla del MI3 con los Skrulls. Posteriormente, Lilith se une a Satannish y las demás criaturas liberadas para matar a los Skrulls invasores, después de oírles afirmar que ninguna criatura mágica que no sirva a los Skrulls no será tolerada. Más tarde se une al círculo íntimo de Drácula mientras planea invadir el Reino Unido.

#### Poderes y habilidades
Lilith es ampliamente descrita como uno de los demonios con más habilidades mágicas en el Universo Marvel; considerada tanto una hechicera como una diosa. Ella es capaz de manipular la energía sobrenatural para varios efectos; para golpear a sus oponentes e incluso destruirlos cuando ejerce todo su poder sobre criaturas menores, conjurar escudos protectores capaces de proteger a los vampiros de la luz solar, crear nuevos Lilin ya sea de la nada o convirtiendo a otras criaturas, y teletransportarse o convocar a otros. Es mucho más poderosa y resistente que cualquiera de sus hijos, lo que la convierte en un desafío considerable para gente como Ghost Rider. Además, puede convocar a sus hijos demonios a la Tierra y cuantos más demonios "da a luz", más aumenta su fuerza física.
A través de sus atributos basados en la génesis, Lilith puede literalmente dar a luz a innumerables razas más allá de las de la demoníaca Lilin; que van desde humanos hasta mutantes y bestias místicas, etc. Ella puede revitalizar fácilmente a cualquiera de sus descendientes caídos a través del acto de renacer después de que mueren. Lo hace a través de la procreación copulativa natural, consumiendo descendientes anteriores, conjurándolos de la nada, la conversión de otras especies o mediante la reproducción asexual. Su poder también le permite transmigrar almas vivas consumidas en nuevas entidades, reapareciendo como cualquier especie que desee en una fecha posterior. Incluso puede renacer a sí misma, ya que sus formas anteriores a menudo se queman con el transcurso del tiempo, en un cuerpo más joven y más fuerte que el anterior.

## En otros medios

### Videojuegos
- La segunda encarnación de Lilith es un jefe en el videojuego de Ghost Rider interpretado por Carolyn Hennesy. En el juego, ella controla un tren y lo usa para transportar el cuerpo de Blackheart.
- La segunda encarnación de Lilith hace un cameo en finale de Morrigan en Ultimate Marvel vs. Capcom 3.
- La segunda encarnación de Lilith aparece en Marvel's Midnight Suns.[25] Cuando Lilith trató de quitarle el Darkhold y sacrificar a su bebé para reclamar su poder, el Guardián también luchó contra ella. En respuesta, Lilith llegó a un acuerdo con el creador de Darkhold, Chthon, para servirle a cambio de salvar a su hijo. Chthon estuvo de acuerdo y la transformó en la "Madre de los Demonios" con cuernos. Finalmente, fue puesta en un sueño eterno hasta que HYDRA la despierta en el presente en un intento por dominar el mundo.